# 迎宾三路地道
迎宾三路隧道，是上海市闵行区、长宁区之间的一条隧道，承担虹桥综合交通枢纽部分集散交通。单管双层设计，设计时速40公里/小时，开创全世界范围内直径大于12米土压平衡盾构隧道穿越机场的先例，也是上海市第一条采用LED中央灯带照明配置的隧道。
该隧道下穿虹桥国际机场。隧道于2011年10月29日通车，原本绕行沪渝高速的机动车可改道此处前往虹桥枢纽，隧道成为虹桥枢纽及以东地区和中心城之区间的客运通道。但因驾驶员习惯、虹桥枢纽内部道路复杂而社会车辆驾驶员又不熟悉路况、出租车直接走申昆路更加方便的原因，隧道开通一年后仅有两成使用率，且暗含超速事故风险。
该隧道预留向东延伸，预计将延伸到虹桥路虹井路西侧。